# Alain Ipiélé
Alain Mouya Ipiélé (Parigi, 20 agosto 1997) è un calciatore congolese (Repubblica del Congo) con cittadinanza francese, attaccante del Valenciennes e della nazionale congolese.

## Carriera

### Club
Ipiélé è cresciuto nel settore giovanile dell'Ivry ed ha debuttato in prima squadra il 19 maggio 2019 nell'incontro di Championnat National 3 vinto 3-1 contro l'Aubervilliers. Nel 2020 è passato al 93 BBG e l'anno successivo al Sainte-Geneviève.
Il 2 luglio 2022 ha firmato con il Dunkerque con cui ha ottenuto la promozione in Ligue 2 al termine della stagione. Ha debuttato nel campionato cadetto francese il 5 agosto 2023 contro il Troyes. Il 31 gennaio 2024 è passato a titolo definitivo al Martigues.

### Nazionale
Ha debuttato con la nazionale congolese il 25 marzo 2024 nell'amichevole pareggiata 1-1 contro il Gabon.

## Statistiche
Statistiche aggiornate al 5 gennaio 2025.

### Presenze e reti nei club
| Stagione         | Squadra          | Campionato       | Campionato | Campionato | Coppe nazionali | Coppe nazionali | Coppe nazionali | Coppe continentali | Coppe continentali | Coppe continentali | Altre coppe | Altre coppe | Altre coppe | Totale | Totale | Totale |
| Stagione         | Squadra          | Comp             | Pres       | Reti       | Comp            | Pres            | Reti            | Comp               | Pres               | Reti               | Comp        | Pres        | Reti        | Pres   | Reti   |        |
| ---------------- | ---------------- | ---------------- | ---------- | ---------- | --------------- | --------------- | --------------- | ------------------ | ------------------ | ------------------ | ----------- | ----------- | ----------- | ------ | ------ | ------ |
| 2017-2018        | Ivry             | N3               | 11         | 1          | CF              | 0               | 0               | -                  | -                  | -                  | -           | -           | -           | 11     | 1      |        |
| 2018-2019        | Ivry             | N3               | 26         | 5          | CF              | 0               | 0               | -                  | -                  | -                  | -           | -           | -           | 26     | 5      |        |
| 2019-2020        | Ivry             | N3               | 18         | 2          | CF              | 0               | 0               | -                  | -                  | -                  | -           | -           | -           | 18     | 2      |        |
| Totale Ivry      | Totale Ivry      | Totale Ivry      | 55         | 8          |                 | 0               | 0               |                    | -                  | -                  |             | -           | -           | 55     | 8      |        |
| 2020-2021        | 93 BBG           | N2               | 8          | 1          | CF              | 0               | 0               | -                  | -                  | -                  | -           | -           | -           | 8      | 1      |        |
| 2021-2022        | Sainte-Geneviève | N2               | 30         | 13         | CF              | 0               | 0               | -                  | -                  | -                  | -           | -           | -           | 30     | 13     |        |
| 2022-2023        | Dunkerque        | N                | 34         | 6          | CF              | 3               | 1               | -                  | -                  | -                  | -           | -           | -           | 37     | 7      |        |
| 2023-2024        | Dunkerque        | L2               | 12         | 0          | CF              | 1               | 0               | -                  | -                  | -                  | -           | -           | -           | 13     | 0      |        |
| Totale Dunkerque | Totale Dunkerque | Totale Dunkerque | 46         | 6          |                 | 4               | 1               |                    | -                  | -                  |             | -           | -           | 50     | 7      |        |
| 2023-2024        | Martigues        | N                | 15         | 3          | CF              | 0               | 0               | -                  | -                  | -                  | -           | -           | -           | 15     | 3      |        |
| 2024-2025        | Martigues        | L2               | 16         | 0          | CF              | 3               | 0               | -                  | -                  | -                  | -           | -           | -           | 19     | 0      |        |
| Totale Martigues | Totale Martigues | Totale Martigues | 31         | 3          |                 | 3               | 0               |                    | -                  | -                  |             | -           | -           | 34     | 3      |        |
| Totale carriera  | Totale carriera  | Totale carriera  | 170        | 31         |                 | 8               | 1               |                    | -                  | -                  |             | -           | -           | 178    | 32     |        |

### Cronologia presenze e reti in nazionale
| Cronologia completa delle presenze e delle reti in nazionale ― Rep. del Congo | Cronologia completa delle presenze e delle reti in nazionale ― Rep. del Congo | Cronologia completa delle presenze e delle reti in nazionale ― Rep. del Congo | Cronologia completa delle presenze e delle reti in nazionale ― Rep. del Congo | Cronologia completa delle presenze e delle reti in nazionale ― Rep. del Congo | Cronologia completa delle presenze e delle reti in nazionale ― Rep. del Congo | Cronologia completa delle presenze e delle reti in nazionale ― Rep. del Congo | Cronologia completa delle presenze e delle reti in nazionale ― Rep. del Congo |
| Data                                                                          | Città                                                                         | In casa                                                                       | Risultato                                                                     | Ospiti                                                                        | Competizione                                                                  | Reti                                                                          | Note                                                                          |
| ----------------------------------------------------------------------------- | ----------------------------------------------------------------------------- | ----------------------------------------------------------------------------- | ----------------------------------------------------------------------------- | ----------------------------------------------------------------------------- | ----------------------------------------------------------------------------- | ----------------------------------------------------------------------------- | ----------------------------------------------------------------------------- |
| 25-3-2024                                                                     | Chambly                                                                       | Gabon                                                                         | 1 – 1                                                                         | Rep. del Congo                                                                | Amichevole                                                                    | -                                                                             | 46’                                                                           |
| 11-6-2024                                                                     | Agadir                                                                        | Marocco                                                                       | 6 – 0                                                                         | Rep. del Congo                                                                | Qual. Coppa d'Africa 2025                                                     | -                                                                             | 42’                                                                           |
| Totale                                                                        |                                                                               | Presenze                                                                      | 2                                                                             |                                                                               | Reti                                                                          | 0                                                                             |                                                                               |